# Gabriela Mazurowa
Gabriela Mazurowa (z domu Adlersfeld) (ur. 17 lutego 1885 we Lwowie, zm. 23 marca 1953 w Krakowie) – polska entomolog, specjalizowała się w koleopterologii, zwłaszcza w rodzinie stonkowatych.

## Życiorys
Miała siostrę Jadwigę; w dzieciństwie zmarł jej ojciec i matka podjęła decyzję o przeprowadzce rodziny ze Lwowa do Galicji zachodniej.  Kształciła się w szkole podstawowej oraz pięcioletniej szkole wydziałowej w Bochni. 
W 1905 roku ukończyła eksternistycznie Seminarium Nauczycielskie w Krakowie, a następnie pracowała jako zastępca nauczyciela w Woli Batorskiej i Zakrzowie. 
Otrzymała zezwolenie oświatowych władz na zmianę stanu cywilnego w 1912 roku, wyszła za Edwarda Mazura i zaprzestała pracy w szkolnictwie. Pracowała jedynie dorywczo w Ogrodzie Botanicznym i w Polskim Towarzystwie Tatrzańskim przy konserwacji zbiorów naukowych. Należała wraz z mężem do Polskiego Towarzystwa Entomologicznego co najmniej od 1927 roku. Mieszkała z małżonkiem na Podgórzu. Straciła męża podczas II wojny światowej. Po wojnie w celach naukowych jeździła w Tatry, na Dolny Śląsk oraz na Pojezierze Mazurskie. Została pochowana wraz z mężem na cmentarzu Rakowickim.  

## Działalność naukowa
Była kolepterolożką i faunistką. Specjalizowała się w zakresie chrząszczy z rodziny stonkowatych (Chrysomelidae), głównie z podrodziny Alticinae. Odbyła wraz z mężem lub samodzielnie co najmniej 2827 wycieczek, ostatnia zachowana informacja dotyczy wyprawy w Tatry z lipca 1952 roku, podczas której zebrano owady czerpakiem. Najwięcej zebranych chrząszczy pochodziło z Krakowa i okolic.  
Pozostawiła 3 publikacje entomologiczne, w lipcu 1937 wspólnie z mężem Edwardem Mazurem odbyła wycieczkę kolepterologiczną do województwa wileńskiego. Zgromadziła specjalistyczną kolekcję Alticinae złożoną z 16 000 egzemplarzy, która wraz z dokumentacją została przekazana do Muzeum Przyrodniczego PAU, obecnego MP ISiEZ PAN w Krakowie. Główny zrąb kolekcji koleopterologicznej Mazurów znajduje się w Muzeum i Instytucie Zoologii Polskiej Akademii Nauk w Łomnej.   